# インガ&アヌシュ
インガ&アヌシュ（アルメニア語:Ինգա և Անուշ、ラテン翻記・Inga & Anush）は、アルメニアの音楽バンドである。インガ・アルシャキャンとアヌシュ・アルシャキャン姉妹からなる。2009年5月にロシアの首都モスクワで開催されたユーロビジョン・ソング・コンテスト2009にアルメニア代表として参加した。